# Quad City DJ's
I Quad City DJ's sono stati un gruppo musicale statunitense attivo negli anni novanta.

## Storia del gruppo
I Quad City DJ's vennero fondati nel 1992 a Jacksonville, in Florida. Due dei loro membri, ovvero C.C. Lemonhead (Nathaniel Orange) e Jay Sky (Johnny McGowan), erano anche attivi nei 95 South, che pubblicarono i pluriplatinati singoli Whoot, There It Is (1993), la più celebre traccia Miami bass di sempre, e Tootsee Roll (1994). Nel 1996 i Quad City DJ's pubblicarono C'mon N' Ride It (The Train), che sfrutta un campionamento di Theme from Together Brothers di Barry White, e l'album Get On Up and Dance. Entrambe le pubblicazioni sono certificate dischi di platino. Nello stesso anno uscì Space Jam, usata come tema di apertura dell'omonimo film con Michael Jordan. Nel 1997 vennero editi Summer Jam e Let's Do It, l'unica pubblicazione del gruppo non entrata in classifica. Risulta che la formazione abbia realizzato una traccia per il film Space Jam: New Legends del 2021 intitolata Brand New Jam. Tuttavia, essa non è presente nella colonna sonora ufficiale.

## Formazione

### Formazione attuale
- Tamara Wallace
- C.C. Lemonhead
- Tony WHOA!

### Ex membri
- Jay Ski
- JeLana LaFleur

## Discografia

### Album in studio
- 1996 – Get On Up and Dance

### Singoli
- 1996 – C'mon N' Ride It (The Train)
- 1996 – Space Jam
- 1997 – Summer Jam
- 1997 – Let's Do It